# 松阪市立小野江小学校
松阪市立小野江小学校（まつさかしりつ おのえしょうがっこう）は三重県松阪市の市立小学校。

## 校区
小野江町、甚目町、舞出町、肥留町、西肥留町

## 児童数
2009年5月1日現在の児童数は146人。